# Fernando Chica Arellano
Fernando Chica Arellano (* 24. Juni 1963 in Mengíbar, Provinz Jaén) ist ein spanischer Geistlicher und Diplomat des Heiligen Stuhls.

## Leben
Am 19. April 1987 wurde Fernando Chica Arellano zum Priester der Diözese Jaén geweiht. Im Jahr 2000 begann er seine Vorbereitung für den diplomatischen Dienst des Päpstlichen Diplomatenakademie. Im Jahr 2002 trat er in den Dienst der Diplomatie des Vatikans wiederum als Sekretär des Apostolischen Nuntius in der Zentralafrikanischen Republik (2002–2006) und der ständige Vertreter des Heiligen Stuhls bei den Vereinten Nationen in New York City (2006–2007).
Papst Franziskus ernannte ihn am 12. Februar 2015 zum Ständigen Beobachter des Heiligen Stuhls beim Ernährungs- und Landwirtschaftsorganisation der Vereinten Nationen, Welternährungsprogramm der Vereinten Nationen und Internationalen Fonds für landwirtschaftliche Entwicklung in Rom als Nachfolger von Erzbischof Luigi Travaglino.